# Spilomorphus rubricollis
Spilomorphus rubricollis – gatunek chrząszcza z rodziny sprężykowatych, umieszczony w rodzaju monotypowym.
Przy opisaniu owada zwrócocno uwagę na podobieństwo pod względem brzusznej strony jego tułowia do rodzaju Spilus. Różni się od niego m.in. długością nóg i budową czułków.
Owad występuje w Ameryce Środkowej, w Panamie.